# Oligia rufulus
Oligia rufulus là một loài bướm đêm trong họ Noctuidae.